# Baaora orientalis
Baaora orientalis är en insektsart som först beskrevs av Irena Dworakowska 1977.  Baaora orientalis ingår i släktet Baaora och familjen dvärgstritar. Inga underarter finns listade i Catalogue of Life.